# Fowlis Castle
Fowlis Castle ist ein Tower House in der Ortschaft Fowlis Easter, etwa acht Kilometer nordwestlich von Dundee, in der schottischen Council Area Angus. Das Gebäude stammt aus dem 17. Jahrhundert.

## Geschichte
Das Anwesen gehörte zunächst der Familie Maule und dann den Mortimers. 1337 fiel es durch Ehe an die Familie Gray. Sir Andrew Gray of Fowlis wurde 1445 zum Lord Gray erhoben. Die Burg dient derzeit als Bauernhof und Historic Scotland hat sie als historisches Bauwerk der Kategorie B gelistet.